# Ruth Padel
 (février 2022).
Si vous disposez d'ouvrages ou d'articles de référence ou si vous connaissez des sites web de qualité traitant du thème abordé ici, merci de compléter l'article en donnant les références utiles à sa vérifiabilité et en les liant à la section « Notes et références ».
Ruth Sophia Padel, née le 8 mai 1946 à Londres, est une poétesse, romancière, critique littéraire et auteur de non-fiction britannique.
Elle commence sa carrière comme professeure de grec à l'université d'Oxford puis de Birkbeck, avant de quitter l’enseignement pour se consacrer entièrement à l’écriture en 1984. Première femme à avoir été élue professeure de poésie à Oxford en 2009, elle abandonne par la suite son poste après une controverse liée à l’abandon de l'élection par son principal rival. Elle enseigne par la suite la poésie à King's College London de 2013 à 2022, elle s'est notamment engagée dans la défense de la faune, et s'inspire de celle-ci pour l'écriture de certains de ses textes.
L'autrice est lauréate du concours national de poésie britannique National Poetry Competition (en) et administratrice de la société zoologique de Londres. Plusieurs de ses livres et poèmes primés ont pour thème la génétique et la zoologie.

## Biographie
Fille du psychanalyste John Hunter Padel et de Hilda Barlow, Ruth Padel est l’une des arrière-arrière-petites-filles du paléontologue britannique Charles Darwin. Elle effectue sa scolarité au North London Collegiate School, avant d’étudier la littérature classique à Lady Margaret Hall à Oxford, d’où elle sort diplômée d’un doctorat en poésie grecque.
Sa carrière d’autrice commence en 1985, lorsqu’elle publie son premier recueil de poésie Alibi, alors qu’elle est encore professeure de grec à Birkbeck College. Elle a depuis écrit de nombreuses critiques littéraires, romans de non-fiction et poèmes, pour lesquels elle a reçu de nombreuses récompenses.

## Œuvres

### Fiction[7]
- Where the Serpent Lives, Abacus, 2010 (ISBN 978-03-491223-2-8)
- Daughters of the Labyrinth, Corsaire, 2021  (ISBN 978-1-4721-5639-6)

### Poésie[8]
- Alibi, The Many Press, 1985  (ISBN 978-0907326120)
- Summer Snow, Hutchinson, 1990 (ISBN 978-0-09-174285-0)
- Angel, Bloodaxe Boox Ltd, 1993 (ISBN 978-1852242787)
- Fusewire, Chatto et Windus, 1996  (ISBN 978-0-7011-6379-2)
- Rembrandt Would Have Loved You, Chatto et Windus, 1998 (ISBN 978-07-011671-5-8)
- Voodo Shop, Chatto et Windus, 2002 (ISBN 978-07-011730-1-2)
- The Soho Leopard, Chatto et Windus, 2004 (ISBN 978-07-011762-1-1)
- Darwin - A Life in Poems, Chatto et Windus, 2009  (ISBN 978-0-7011-8385-1)
- The Mara Crossing, Chatto et Windus, 2012 (ISBN 978-0-7011-8555-8)
- Learning to Make an Oud in Nazareth, Chatto et Windus, 2014 (ISBN 978-0-7011-8816-0)
- Tidings, Chatto et Windus, 2016 (ISBN 9781784741068)
- Emerald, Chatto et Windus, 2018 (ISBN 978-1-78474-107-5)
- Beethoven Variations: Poems on a Life, Chatto et Windus, 2020  (ISBN 978-1-78474-251-5)

### Essais[9]
- In and Out of the Mind: Greek Images of the Tragic Self, Princeton University Press, 1992 (ISBN 978-0-691-03766-0)
- Whom Gods Destroy: Elements of Greek and Tragic Madness, Princeton University Press, 1995 (ISBN 9780691025889)
- I am a Man : Sex, God & Rock n Roll, Faber & Faber, 2000 (ISBN 978-05-711759-9-4)
- Tigers in Red Weather, Little Brown, 2005 (ISBN 978-03-167260-0-9)

### Critique[9]
- Where Gods Astray : Elements of Greek and Tragic Madness, Princeton University Press, 1996 (ISBN 978-06-910258-8-9)
- 52 Ways of Looking at a Poem, Chatto et Windus, 2002 (ISBN 978-00-994291-5-9)
- The Poem and the Journey, Chatto et Windus, 2006 (ISBN 978-0-7011-7973-1)
- Alfred Lord Tennyson, The Folio Society, 2006
- Silent Letters of the Alphabet, Bloodaxe, 2010 (ISBN 978-18-522482-7-7)
- Walter Ralegh, Selected Poems, Faber et Faber, 2010 (ISBN 978-0-571-23804-0)

## Récompenses[10]
- Lauréat, UK National Poetry Competition (1996)[11]
- Forward Poetry Prize - liste restreinte (2001)[1]
- Prix Wheatbread de poésie (2002)[12]
- Prix Cholmondeley de poésie (2004[13])
- Prix Darwin Now de British Council (2009)[14]
- Costa Book Award - liste restreinte (2009)[15]

## Nominations
- Membre, Société Royale de Littérature (1998)[16]
- Présidente, Société de Poésie Britannique (2004-2006)[17]
- Présidente des juges, UK National Poetry Competition (1999, 2009)[18]
- Élue Professeure de poésie à l’Université d’Oxford (2009)[19]
- Présidente, Prix Forward de Poésie (2010)[20]
- Juge, Prix Costa Book de poésie (2010)
- Juge, Prix T. S. Eliot de poésie (1996, 2016)[21]
- Juge, Prix Man Booker International (2016)[22]